# ميخائيل سميث (صحفي رياضي)
ميخائيل سميث (بالإنجليزية: Michael Smith)‏ هو صحفي رياضي أمريكي، ولد في 1 أغسطس 1979 في نيو أورلينز في الولايات المتحدة.